# CONMEBOL Sud-americana
La CONMEBOL Sudamericana és una competició internacional de clubs de futbol de Sud-amèrica, organitzada per la CONMEBOL.
Substituí en el calendari del segon semestre a partir de l'any 2002 a les copes Mercosur i Merconorte, les quals havien substituït el 1998 a la Supercopa i el 2000 a la Copa Conmebol.
La majoria de lligues del continent classifiquen els seus equips per a la competició per mèrits esportius, tot i que hi ha excepcions, com en el cas de Boca i River, que tenen assegurada la seva participació per invitació.
La Copa Sud-americana és el segon torneig de clubs del continent en importància després de la Copa Libertadores de América.

## Història
L'any 2001, la CONMEBOL decidí unificar els torneigs continentals del segon semestre i intentaren crear una Copa Pan-americana que enfrontés club tant de la CONMEBOL com de la CONCACAF. Aquesta competició, però, no es pogué organitzar correctament degut a les grans distàncies que separen el continent.
Ja iniciat l'any 2002 la Conmebol decidí crear la Copa Sud-americana exclusivament amb clubs del conitinent sud. Degut a la demora en organitzar el campionat, els clubs brasilers no prengueren part a aquesta primera edició, al tenir el seu calendari ja organitzat i no poder compatibilitzar-lo. Els clubs de la Confederació Brasilera de Futbol s'afegiren a la competició la temporada 2003. Des de l'edició 2005 també hi començaren a prendre part equips membres de la CONCACAF convidats.

## Campions
| Any  | Campió                      | Finalista               | Resultats                                           |
| ---- | --------------------------- | ----------------------- | --------------------------------------------------- |
| 2002 | San Lorenzo                 | Atlético Nacional       | 4-0 / 0-0                                           |
| 2003 | Cienciano                   | River Plate             | 3-3 / 1-0                                           |
| 2004 | Boca Juniors                | Bolívar                 | 0-1 / 2-0                                           |
| 2005 | Boca Juniors                | Pumas de la UNAM        | 1-1 / 1-1 (4-3)                                     |
| 2006 | Pachuca                     | Colo-Colo               | 1-1 / 2-1                                           |
| 2007 | Arsenal de Sarandí          | Club América            | 3-2 / 1-2                                           |
| 2008 | Internacional               | Estudiantes de La Plata | 1-0 / 1-1 (pròrroga)                                |
| 2009 | Liga de Quito               | Fluminense              | 5-1 / 0-3                                           |
| 2010 | Club Atlético Independiente | Goiás                   | 0-2 / 3-1 (5-3)                                     |
| 2011 | Club Universidad de Chile   | Liga de Quito           | 1-0 / 3-0                                           |
| 2012 | São Paulo                   | Club Atlético Tigre     | 0-0 / 2-0                                           |
| 2013 | Lanús                       | Ponte Preta             | 1-1 / 2-0                                           |
| 2014 | River Plate                 | Atlético Nacional       | 1-1 / 2-0                                           |
| 2015 | Independiente Santa Fé      | CA Huracán              | 0-0 / 0-0 (3-1)                                     |
| 2016 | Chapecoense                 | Atlético Nacional       | No es va jugar per l'accident del vol 2933 de LaMia |
| 2017 | Independiente               | Flamengo                | 2-1 / 1-1                                           |
| 2018 | Atlético Paranaense         | Atlético Junior         | 1-1 / 1-1 (4-3)                                     |
| 2019 | Independiente del Valle     | Colón                   | 3-1                                                 |
| 2020 | Defensa y Justicia          | Lanús                   | 3-0                                                 |
| 2021 | Atlético Paranaense         | Bragantino              | 1-0                                                 |
| 2022 | Independiente del Valle     | São Paulo               | 2-0                                                 |
| 2023 | Liga de Quito               | Fortaleza               | 1-1 (4-3)                                           |
| 2024 | Racing Club                 | Cruzeiro                | 3-1                                                 |